# Xanthonycticebus
Xanthonycticebus is een geslacht uit de familie van de loriachtigen (Lorisidae). De wetenschappelijke naam van het geslacht werd in 2022 gepubliceerd door Kimberly Anne-Isola Nekaris en Vincent Nijman.

## Taxonomie
In 2022 werd er slechts één soort tot dit geslacht gerekend; de kleine plompe lori (X. pygmaeus). In 2023 werd een nieuwe soort aan dit geslacht toegevoegd, namelijk Xanthonycticebus intermedius, dat voorheen als synoniem van de kleine plompe lori werd gerekend. X. intermedius komt voor in het noorden van het verspreidingsgebied, terwijl X. pygmaeus in het zuiden voorkomt.
Er worden twee soorten tot dit geslacht gerekend:
- Xanthonycticebus intermedius (Dao Van Tiên, 1960)
- Xanthonycticebus pygmaeus (Bonhote, 1907) – Kleine plompe lori